# Torre Sala
Torre Sala és una casa de Breda (Selva) inclosa a l'Inventari del Patrimoni Arquitectònic de Catalunya.

## Descripció
Edifici aïllat, situat en el nucli urbà de Breda, entre els carrers Josep Aragay i Mossès Pere Ribot (antiga carretera de Riells).
L'edifici, de planta baixa, pis i golfes, està cobert per un teulat a dues vessants desaiguades a les façanes laterals, amb el ràfec amb les encavallades de les bigues de ferro que suporten la coberta. A la teulada hi ha finestres que il·luminen les golfes.
A la façana principal trobem, a la planta baixa, la porta d'accés en arc de llinda. Sobre la porta hi ha un petit trencaaigües. Destaquen les dues batents de la porta de fusta que tanca l'entrada, amb incisions decoratives. A dreta i esquerra de la porta d'entrada, dues finestres en arc de llinda i trencaaigües. Les dues finestres estan protegides per una reixa de ferro forjat, que té unes flors com a elements decoratius. Les reixes estan pintades de color verd, i les flors són de color blanc.
Al pis, tres finestres situades en el mateix eix que els oberutres de la planta baixa. Tenen la part inferior dels brancals i l'ampit de la finestra fets de rajola vidriada de color verd. Un trencaaigües fet de maons disposats en sardinell decora la part superior de cadascuna de les finestres (la mitja part de finestra que no està decorada amb rajola vidriada).
A les golfes, una obertura quadrangular.
Corona la façana un baix relleu de decoracions florals (pràcticament passa desapercebut per la pintura que cobreix els murs de la façana).
Unes escales amb balustrada donen accés al jardí des de la façana principal.
La mateixa estructura es reparteix a la façana posterior.
Un tancat protegeix tota la propietat. Destaca el portal d'entrada, format per dos pilars fets de maons, amb una cornisa feta de rajola vidriada, i coronats per un element piramidal fet també de rajola vidriada. Una reixa de ferro forjat tanca el portal.

## Història
Segons el cadastre l'edifici fou construït el 1909. La seva funció era de casa d'estiueig.